# أوبري هووكس
أوبري هووكس (بالفرنسية: Aubrey Hooks)‏ هو دبلوماسي كونغولي، ولد في 18 مايو 1948.

## وصلات خارجية
- أوبري هووكس على موقع إن إن دي بي (الإنجليزية)